# Giselbert od Luksemburga
Giselbert od Luksemburga (o. 1007. – 14. kolovoza 1059.) bio je grof Salma i Longwyja, kao i grof Luksemburga (1047. – 1059.). Bio je sin Fridrika od Luksemburga, grofa Moselgaua i njegove supruge (Ermentruda of Gleiberga?) te tako brat grofa Henrika II. od Luksemburga, nakon čije je smrti naslijedio Luksemburg. Godine 1050., dao je podići novi gradski bedem.
Ovo su djeca Giselberta i njegove supruge:
- Konrad I. od Luksemburga[3] († 1086.)
- Herman od Salma, osnivač Dinastije Salm
- kći — žena Thierryja of Amenslebena
- kći — žena grofa Kuna od Oltingena
- Adalbéron († 1097.) — svećenik u Metzu
- Juta, supruga Uda od Limburga

| Prethodnik:                   | Grof Luksemburga | Nasljednik:              |
| Henrik VII., vojvoda Bavarske | Grof Luksemburga | Konrad I. od Luksemburga |